# パシフィック・ファスト・メール
パシフィック・ファスト・メール（Pacific Fast Mail、略称PFM）はアメリカの真鍮製鉄道模型輸入業者であり、現在は出版業を営む。

## 概要
Bill Lyanが設立して日本の天賞堂、フジヤマ、ユナイテッド等と協力してグレート・ノーザン鉄道(GN)の車両を多く模型化した。1966年にDonald H. Drewが引き継いだ。
グレートノーザン鉄道を多く模型化した理由は、本社がシアトル近郊のエドモンズにあったことが一説としてある。PFMから精密な模型が販売されたことによりこれまであまり知られていなかったグレートノーザン鉄道の車両が全米の愛好家の間で知られるきっかけにもなった。また、高周波を利用して車体に搭載したスピーカーから音を出すPFMサウンドは単純な機構ながら実感のある機関車の音を再現するため、40年以上経った今も愛好家の間で使用されている。同社の扱った模型は現在も愛好家の間で高く評価されている。